# 土地兼并
土地兼併是一个经济学和历史学的概念，指少数人（通常是这个社会的政治或军事集团）通过经济或暴力等手段拥有越来越多土地的过程。土地兼併的另一结果是另外一些人只能拥有很少的土地或者完全丧失土地。在社会经济以农业为主的农业社会裡，土地兼併会造成严重的社会问题，甚至激发民变。但是在工业社会，土地兼併则能够向工业商品提供市场和劳动力。
英国历史上的圈地运动，就是一个典型的土地兼併运动。但是英国十分幸运，圈地运动成为促发工业革命的原因之一，从而渡过了社会危机。
中国历史上，历代朝廷除宋朝外基本都将抑制土地兼併作为基本国策，这也是中国未能发生工业革命的原因之一。但亦有人認為，中國的歷代皇朝的末年(如漢末、明末)，由於政治腐敗，也曾出現嚴重的土地兼併現象，但也沒有因此催生工業革命(社會整體環境對科學發現和應用的不重視，對工藝技術的改進、革新、傳承的資源投入少；傳統的"士農工商"的地位分隔，令後兩者缺少政治話語權和影響力，地位低下；小農經濟、閉關鎖國的環境下沒有需要大規模工業化生產大量產品的貿易需求；綜合而言沒有滋生工業革命的土壤環境，這可能更為根本)，所以土地兼併跟"中國近現代以前沒有發生工业革命"的關係可能比較次要乃至關係不大。